# 芝加哥之王
《芝加哥之王》是1986年动作冒险游戏，由Doug Sharp开发，对应Amiga、雅達利ST、Apple IIGS、DOS、麥金塔、X68000平台。游戏参考好莱坞匪帮电影，情节设定于1930年代，但游戏尾声一些场景发生在1986年。Macintosh版游戏使用黏土动画，但其他版本使用手绘图画。
《Macworld》评测mac版游戏，称赞其试图架起电影和游戏的桥梁。